# ミッキーの二挺拳銃
『ミッキーの二挺拳銃』（みっきーのにちょうけんじゅう、原題：Two-Gun Mickey）は1934年制作のアニメーション短編映画。ミッキーマウスの短編映画シリーズの一作品である。

## あらすじ
荒野を馬車で進むカウガールのミニーは、途中で水たまりに遭遇。馬たちは水たまりを怖がっているのか進もうとせず、ミニーが馬たちを引っ張ろうとするが、逆に水たまりに落ちて水びたしに。その様子を見ていたのはカウボーイ姿のミッキー。「手を貸してあげようか」と言う完全に見くびった様子のミッキーに対し、ミニーは「自分でなんとかする」と断る。それでもミッキーは自分の相棒の馬に水たまりの水を吸わせて馬車を通れるようにし、ミニーはツンとした態度のまま通り過ぎていく。
町の銀行に着いたミニーは、町のお尋ね者のピートに声をかけられる。無視して預金窓口からお金を引き出して出ようとすると、再度ピートが図々しく手を握りながら「手伝ってあげようか」と迫られるも、「自分で運べる」と冷たく突っぱね、馬車に乗って町を去ろうとする。それを見ていたピートは町に隠れていた部下のギャングたちを収集、馬を走らせて拳銃を乱射させながらミニーの馬車を襲撃する。
そんな中、野営をしているミッキーは煙の中にミニーの幻影を見るほどに彼女のことを忘れられずにいた。するとミニーの悲鳴がミッキーの耳に入り、崖から下を覗くとミニーがピートたちに追われている姿だった。すぐさまミッキーは相棒の馬と共に崖下を下り、ミニーを助けに行く。そうこうしているうちに、ミニーの馬車は銃弾で壊されていき、ついには岩にぶつかって無残にも大破、ピートに追い詰められる。強気にピートに抵抗するミニーだが、頼みの拳銃も食べられて破壊されてしまい、とうとう捕まってしまうのであった。
一方、ミッキーはピートの手下たちと銃撃戦を展開。相棒の馬のアシストと華麗な拳銃さばきで部下たちを倒していく。そしてようやくピートに捕らわれたミニーの元にたどり着き、ピートと一戦を交えるも、持っていた二挺拳銃は玉切れを起こし、更には逆にピートに崖へと追い詰められ絶体絶命。ついには崖下に落とされてしまうも、とっさに下に生えていた蔦に捕まり事なきを得る。ミッキーの重みで蔦が引っ張られ、それが崖上のサボテンにつながっていたため、ナイフを投げて止めを刺そうと体を上げたピートのお尻にサボテンの棘が直撃。その痛さに思わず飛び上がり、尻もちをついたその拍子に地面が割れ、ピートは崖もろとも崖下へと転落していき、下にあったサボテンに体がはまってしまうのであった。
相棒の馬の上で、キスを交わしミニーと愛を深め合うミッキー。そしてサボテンにはまったまま拘束したピートをロープで引きずりながら、ミニーと共に荒野へと馬を走らせていくのであった。

## 公開データ
| 公開日 上映時間 | 1934年（昭和9年） | 12月15日     | アメリカ合衆国 | 8分 |
| サイズ          | モノクロ          | スタンダード |                |     |

## 声の出演
| キャラクター   | 原語版                 | 吹き替え版 |
| -------------- | ---------------------- | ---------- |
| ミッキーマウス | ウォルト・ディズニー   | 青柳隆志   |
| ミニーマウス   | マーセリット・ガーナー | 水谷優子   |
| ピート         | ビリー・ブレッチャー   | 大平透     |

## スタッフ
| 製作     | ウォルト・ディズニー、ロイ・O・ディズニー                      |
| 音楽     | リー・ハーライン                                               |
| 作画監督 | ハミルトン・ラスク、アート・バビット、フレッド・ムーア         |
| 原画     | レス・クラーク、ウォルフガング・ライザーマン、ジャック・キニー |
| 動画     | エリック・ラーソン、オリー・ジョンストン                       |
| 監督     | ベン・シャープスティーン                                       |
| 制作     | ウォルト・ディズニー・プロダクション                           |

## 映像ソフト化
- 『ミッキーマウス B&W傑作選』（LD、ブエナ・ビスタ・ホーム・エンターテイメント）
- 『ミッキーマウス／B&Wエピソード Vol.1 限定保存版』（DVD、ブエナ・ビスタ・ホーム・エンターテイメント）